# Borzalmak városa
A Borzalmak városa ('Salem's Lot) Stephen King amerikai író 1975-ben megjelent regénye. Ez a könyv volt az író második megjelent regénye. Magyarul először az Árkádia Könyvkiadónál jelent meg a regény Gecsényi Györgyi fordításában, 1991-ben.

## Cselekmény
|  | Alább a cselekmény részletei következnek! |

A mű főhőse Ben Mears író, aki visszatér a Jerusalem's Lot nevű kisvárosba, hogy kiírja magából gyermekkori traumáját, amikor is a városka egyik házában meglátta egy gengszter felakasztott tetemét.
Mears azonban nem tud kizárólag az írásra koncentrálni, hiszen visszatértével egyre több megmagyarázhatatlan esemény történik Jerusalem's Lotban. A nyomok pedig ugyanabba a titokzatos házba vezetnek, amelybe az író gyermekkorában beszökött, és ahol az a bizonyos félelmetes látvány tárult elé. Minden jel arra mutat, hogy a ház lakói vámpírszerű lények, amelyekkel Mearsnek és néhány elszánt városlakónak meg kell küzdenie.
|  | Itt a vége a cselekmény részletezésének! |

## Érdekességek
A Borzalmak városa Stephen King második regénye, amellyel nem titkoltan az volt a célja, hogy kifejezze tiszteletét és rajongását Bram Stoker Drakula című műve iránt. A műben több utalás található a klasszikus műre, ráadásul az egyik mellékszereplő, Richard Throckett Straker neve a Drakula főszereplőjének, Harkernek és szerzőjének, Stokernek a nevéből jött létre.
A mű ugyan a Carrie (regény) című mű után jelent meg, ám időben az előtt született.
Eredetileg King a Second Coming (magyarul: Második eljövetel) címet szánta a műnek, amelyet aztán Jerusalem's Lotra változtatott. A könyv amerikai kiadója, a Doubleday azért döntött a rövidebb 'Salem's Lot mellett, mert a hosszabb változatot túlságosan vallásos beütésűnek találta.
Ebben a műben szerepel először főhősként egy író. King a későbbiek során többször ugyanilyen foglalkozású főhőst választott regényeiben.

## Magyar kiadások
- Borzalmak városa; ford. Gecsényi Györgyi; Árkádia, Bp., 1991
- ISBN 963-307-194-1 (papírkötés, 1991) – Árkádia
- ISBN 963-07-5766-4 (papírkötés, 1995) – Európa Könyvkiadó
- ISBN 963-548-169-1 (keményfedelű, 1995) – Magyar Könyvklub
- ISBN 963-07-6798-8 (papírkötés, 2000) – Európa Könyvkiadó
- ISBN 963-07-7604-9 (papírkötés, 2004) – Európa Könyvkiadó
- ISBN 9630781700 (papírkötés, 2006) – Európa Könyvkiadó
- ISBN 9630781883 (keményfedelű, 2006) – Európa Könyvkiadó
- ISBN 9789634059455 (papírkötés, 2018) – Európa Könyvkiadó